# Laboratoire sous-marin Provence-Méditerranée
Le laboratoire sous-marin Provence-Méditerranée (LSPM) est une plateforme de recherche implantée en Méditerranée à plus de 2 000 m de profondeur pour étudier la physique des neutrinos, le changement climatique et les fonds marins.

## Histoire
Financé par le CPER de la région Provence-Alpes-Côte d'Azur, le CNRS, la DRARI Provence-Alpes-Côte d'Azur, le conseil régional de Provence-Alpes-Côte d'Azur, le conseil départemental des Bouches-du-Rhône, la métropole d'Aix-Marseille-Provence et la ville de Marseille, le LSPM est inauguré le 24 février 2023 à Marseille. Le détecteur de neutrinos, son principal instrument, a été développé par une collaboration de 250 chercheurs de 17 pays.

## Implantation
Le LSPM est implanté à 2 450 m de profondeur, à 40 km au large de Toulon (Var, région Provence-Alpes-Côte d'Azur, France). La base sous-marine est organisée autour de nœuds de connexion en titane et de systèmes intelligents capables d'alimenter plusieurs instruments scientifiques et d'en recueillir les données en temps réel grâce à un câble électro-optique de 42 km. Trois nœuds sont opérationnels en 2023, et l'ajout d’un second câble pourra faire monter ce nombre à cinq.

## Instruments
L'instrument principal du LSPM, KM3NeT, de taille kilométrique, est un détecteur des neutrinos venus de l'espace, via le sillage de lumière bleutée que les neutrinos laissent dans l'eau. KM3NeT a pour objectif de détecter plusieurs dizaines de neutrinos par jour, afin de mieux comprendre leurs propriétés quantiques.
Les autres instruments ont pour objectif d'étudier la vie et la chimie de l'environnement profond : acidification des océans, désoxygénation de la mer profonde, radioactivité sous-marine, sismicité, suivi des populations de cétacés et observation des animaux bioluminescents. Cette composante océanographique est intégrée au réseau d'observatoires sous-marins de l'infrastructure de recherche européenne EMSO (en).